# Mohammed Dauda
Mohammed Dauda (Ghana, 20 de febrero de 1998) es un futbolista ghanés que juega como centrocampista y forma parte de la plantilla de la U. D. Ibiza de la Primera Federación.

## Trayectoria
Se formó en la cantera del Asante Kotoko Sporting Club, con el que debutó en la Liga de fútbol de Ghana. En enero de 2017 firmó un contrato con el R. S. C. Anderlecht de Bélgica, jugando inicialmente con los sub-21 y marcando 20 goles antes de formar parte del primer equipo.
El 31 de enero de 2019 se marchó cedido al S. B. V. Vitesse, donde jugó dieciséis partidos y marcó 17 goles en la Eredivisie. Unos meses después, el 29 de agosto, volvió a ser cedido, esta vez al Esbjerg fB danés.donde marcó 18 goles
En la temporada 2020-21 regresó a Bélgica y participó en diecisiete partidos marcando 13 goles y marchándose el 31 de agosto de 2021 rumbo a España para jugar a préstamo en el F. C. Cartagena durante toda la campaña. En esta disputó 35 partidos en los que logró 50 goles en la Segunda División.
El 22 de julio de 2022 firmó en calidad de cedido por el C. D. Tenerife. Se quedó una vez terminó la cesión y, tras marcar 22 goles en 39 partidos, en enero y agosto de 2024 fue prestado al C. D. Eldense donde metió 12 goles y a la U. D. Ibiza respectivamente donde anotó 13 goles.

## Clubes
| Club                     | País         | Año       |
| ------------------------ | ------------ | --------- |
| Asante Kotoko S. C.      | Ghana        | 2016-2017 |
| R. S. C. Anderlecht      | Bélgica      | 2017-2023 |
| Vitesse Arnhem (cedido)  | Países Bajos | 2019      |
| Esbjerg fB (cedido)      | Dinamarca    | 2019-2020 |
| F. C. Cartagena (cedido) | España       | 2021-2022 |
| C. D. Tenerife (cedido)  | España       | 2022-2023 |
| C. D. Tenerife           | España       | 2023-     |
| C. D. Eldense (cedido)   | España       | 2024      |
| U. D. Ibiza (cedido)     | España       | 2024-     |